# Melodifestivalen 1966
Melodifestivalen 1966, eller Svensk sångfestival, var den åttonde upplagan av musiktävlingen Melodifestivalen och samtidigt Sveriges uttagning till Eurovision Song Contest 1966. Det här året var det sista året som tävlingen hade ett annat namn än Melodifestival, som den har hetat sedan år 1967.
Finalen hölls på Cirkus i Stockholm den 29 januari 1966, där melodin "Nygammal vals", framförd av Lill Lindfors & Svante Thuresson, vann, genom att fått högst totalpoäng av jurygrupperna. Formatet med en finalkväll fortsatte, däremot strök man upplägget med att bara låta en artist framföra alla bidrag och tog därför in en artist till varje bidrag, som man gjort före år 1963. Totalt tävlade tio bidrag, där fyra var jokrar eller specialinbjudna av Sveriges Radio-TV. Resterande sex bidrag kom från en allmän inskickning av bidrag. För första gången sändes inte finalen direkt utan spelades in samma eftermiddag, för att få ett representativt urval av artister i tävlingen. Många artister skulle annars inte ha kunnat delta då de hade fasta engagemang på teatrar och scener på kvällen.
Nygammal vals fick sedan representera Sverige i ESC 1966 som hölls i Luxemburg den 5 mars 1966.

## Tävlingsupplägg[2]
Precis som föregående år användes endast en finalkväll som uttagningsform. Eftersom modellen året innan, med en artist som framförde alla bidragen, inte varit lyckad i Eurovisionen, beslöt sig Sveriges Radio-TV för att stryka det helt och hållet och ha en uttagning likt man hade före strejken 1964. Däremot behölls inte systemet med två artister per låt och två orkestrar, utan vart och ett av de tio bidragen hade en artist/duett/grupp som framförde bidraget en gång. Dock fick Svante Thuresson av okänd anledning framföra två bidrag, ett som solo och en i duett.
De tio bidragen togs ut via två grupper: en för specialinbjudna kompositörer och en för allmänheten att skicka in bidrag. Totalt valdes fyra kompositörer ut (Jan Johansson, Bengt-Arne Wallin, Ulf Björlin och Torbjörn Iwan Lundquist) som specialskrev varsin låt. Dessa fyra hade dock också möjlighet att skicka in bidrag via den allmänna klassen.
Från allmänheten inkom det totalt cirka 900 bidrag (cirka 90 bidrag fler än 1963), där en jury på tolv personer (från början tre jurygrupper à fyra per jury) valde ut totalt sex stycken bidrag. Efter att juryn lyssnat igenom dessa valde de först ut cirka 130 stycken som sedan bantades ned till tjugoen stycken. Dessa bidrag fick sedan framföras live av Lars Bagge och Margit Teimar innan hela juryn slutligen valde ut de sex bidragen.

### Återkommande artister
| Artist            | Tidigare år (med placering) (Melodifestivalen) | Tidigare år (med placering) (ESC) |
| ----------------- | ---------------------------------------------- | --------------------------------- |
| Ann-Louise Hanson | 1963 (-, -)                                    | –                                 |
| Carli Tornehave   | 1962 (2:a, 3:a), 1963 (1:a, 3:a)               | –                                 |
| Gunnar Wiklund    | 1961 (1:a, 4:a), 1963 (-, -)                   | –                                 |

## Finalkvällen
Finalen av festivalen 1966 sändes den 29 januari 1966 från Cirkus i Stockholm. Programledare var Sven Lindahl och kapellmästare var William Lind, Mats Olsson och Gert-Ove Andersson. Precis som året innan hade man en orkester, men tre kapellmästare.
Finalen avgjordes genom 100% juryröstning. De elva regionala jurygrupperna hade totalt nio poäng vardera att dela ut. Jurygrupperna kunde välja att ge 5, 3 och 1 poäng (om de hade tre favoriter), 6 och 3 poäng (om de hade två favoriter) eller hela nio poäng (om de endast hade en favorit). 

### Startlista
| Nr | Artist                           | Låt                       | Upphovsmän (Text & musik)                       | Dirigent           |
| -- | -------------------------------- | ------------------------- | ----------------------------------------------- | ------------------ |
| 1  | Svante Thuresson                 | Hej systrar, hej bröder   | Åke Gerhard (tm)                                | Mats Olsson        |
| 2  | Monica Nielsen                   | En röd vals               | Kerstin Bergström (t), Jan Johansson (m)        | William Lind       |
| 3  | Carli Tornehave                  | Monte Carlo               | Carl Gyllenberg (t), Bengt-Arne Wallin (m)      | Mats Olsson        |
| 4  | Gunilla af Malmborg              | Var finns du?             | Lars Forssell (t), Ulf Björlin (m)              | Gert-Ove Andersson |
| 5  | Gunnar Wiklund                   | Vinterrosor               | Britt Lindeborg (tm)                            | Mats Olsson        |
| 6  | Lill Lindfors & Svante Thuresson | Nygammal vals             | Björn Lindroth (t), Bengt-Arne Wallin (m)       | Gert-Ove Andersson |
| 7  | Ann-Louise Hanson                | En ballad om för längesen | Gösta Rybrant (t), Robert Meyer (m)             | Mats Olsson        |
| 8  | Carli Tornehave                  | Härliga söndag            | Peter Himmelstrand (t), Bo-Göran Edling (m)     | Mats Olsson        |
| 9  | Gunwer Bergqvist                 | Vårens vindar             | Maud Lundquist (t), Torbjörn Iwan Lundquist (m) | William Lind       |
| 10 | Gunnar Wiklund                   | Vad har jag kvar?         | Berndt Öst (tm)                                 | Mats Olsson        |

### Poäng och placeringar
| Nr | Låt                       | Sunds- vall | Örebro | Norr- köping | Gbg | Luleå | Falun | Växjö | Malmö | Umeå | Karl- stad | Stockholm | Summa | Plac. |
| -- | ------------------------- | ----------- | ------ | ------------ | --- | ----- | ----- | ----- | ----- | ---- | ---------- | --------- | ----- | ----- |
| 1  | Hej systrar, hej bröder   | -           | -      | 1            | -   | -     | 5     | -     | -     | -    | -          | -         | 6     | 7     |
| 2  | En röd vals               | 5           | -      | -            | -   | -     | -     | -     | -     | -    | -          | -         | 5     | 8     |
| 3  | Monte Carlo               | 1           | 5      | -            | -   | 6     | 3     | 1     | 3     | -    | -          | -         | 19    | 2     |
| 4  | Var finns du?             | -           | 3      | -            | -   | -     | -     | -     | 5     | -    | -          | -         | 8     | 5     |
| 5  | Vinterrosor               | 3           | -      | -            | 3   | -     | -     | 3     | -     | -    | -          | 5         | 14    | 3     |
| 6  | Nygammal vals             | -           | 1      | 3            | 5   | -     | 1     | -     | 1     | 6    | 9          | -         | 26    | 1     |
| 7  | En ballad om för längesen | -           | -      | 5            | -   | 3     | -     | -     | -     | -    | -          | 1         | 9     | 4     |
| 8  | Härliga söndag            | -           | -      | -            | -   | -     | -     | 5     | -     | -    | -          | 3         | 8     | 5     |
| 9  | Vårens vindar             | -           | -      | -            | 1   | -     | -     | -     | -     | 3    | -          | -         | 4     | 9     |
| 10 | Vad har jag kvar?         | -           | -      | -            | -   | -     | -     | -     | -     | -    | -          | -         | 0     | 10    |

### Juryuppläsare
- Sundsvall: Ola Allard
- Örebro: Rune Ruhnbro
- Norrköping: Lennart Dansk
- Göteborg: Yvonne Rosin
- Luleå: Ivar Lenneståhl
- Falun: Lars Ramsten
- Växjö: Sven-Olof Olsson
- Malmö: Bertil Norlander
- Umeå: Gerhard Johansson
- Karlstad: Paul Björk
- Stockholm: Edvard Matz

## Eurovision Song Contest
För andra gången fick Luxemburg stå värd, vilket de också gjorde. Till själva tävlingen gjorde det här året inga nya länder debut, och samtidigt valde ingen att stå över, varför det blev återigen arton länder i ESC-finalen. CLT Grand Auditorium de RTL blev värdarena för ESC-finalen, som hölls den 5 mars. Inför själva tävlingen hade EBU röstat igenom en ny språkregel som klart och tydligt bestämde att varje land skulle sjunga på sitt eget lands officiella språk. Sverige hade föregående år utnyttjat tidigare års regler som inte var lika tydliga på den punkten.
Jurygrupperna hade samma upplägg som tidigare år. Varje lands jury bestod av tio medlemmar som hade totalt nio poäng för juryn att dela ut, vilket de kunde fördela på tre sätt: antingen ge ett land hela summan, två länder tre respektive sex poäng, eller tre länder fem, tre och en poäng.
Sverige skickade för första gången en duett (Lindfors och Thuresson) att framföra låten "Nygammal vals". Bidraget hade på förhand fått kritik i Sverige, där kritiker dömt ut dess chanser i Europafinalen. Sverige startade som nummer tio (av arton länder) och slutade på andra plats med 16 poäng (varav femton kom från Danmark, Norge och Finland, som alla gav maximum 5 poäng, också Schweiz gav en poäng). Detta blev således Sveriges dittills bästa placering någonsin. Det kan också nämnas att detta är Sveriges hittills enda andraplacering i tävlingen, Sverige hade tidigare inga podiumplatser. Vann gjorde Österrike med 31 poäng och Norge slutade trea med 15 poäng. Två länder, Italien och Monaco, fick dela på sistaplatsen med noll poäng vardera. Värdlandet slutade på delad tiondeplats med sju poäng.